# 島和彦
島 和彦（しま かずひこ、1944年（昭和19年）7月15日 - ）は、日本の歌手。
島和彦が歌手としてデビューするきっかけは、当時東京第一プロダクションが一世を風靡したスリーファンキーズのメンバーの一人が辞める後釜を募集したときに、本人に内緒で関係者が応募し、公開コンテストで優勝したが、グループのカラーに合わないので、２位の手塚がメンバー後任に選ばれたが、選考委員の一人、後の東京都知事を務めた青島幸男が惚れ込み、島和彦の母が営む中野区の喫茶店Mに、場所に不似合いの真紅のスポーツカーにトレンチコートを着たダンディーな青島幸男が押しかけ、島和彦と彼の母親をソロでデビューするよう説得し、その後、大島渚監督の映画『悦楽』の主題歌「悦楽のブルース」で1965年にデビューした。しかし、その歌は放送禁止コードに抵触し、日の目を見ずに終わった。その後、「志津子」(「悦楽のブルース」のB面)、「雨の夜あなたは帰る」（船村徹作曲、吉岡治作詞）がヒットし、紅白歌合戦に出場することになった。
それまで、大劇（当時）等の大都市劇場に、西郷輝彦、美樹克彦と各ワンマンショーで、ファンを惹きつけた。

## 経歴
小学生の時から都内のコンクールに学校代表で出場していたという。
日本コロムビアの歌手として、1966年、『雨の夜あなたは帰る』で「第17回NHK紅白歌合戦」に初出場した。
特技はマジック、また紅白歌合戦では白組司会の宮田輝アナウンサーに、柔道初段、空手二段と紹介されている。
現在は東京都港区赤坂で「サパークラブ島」という店を経営し、時折ステージで歌を披露しているという。

## 代表曲
- 「悦楽のブルース」
- 「志津子」
- 「雨の夜あなたは帰る」
- 「女と男のブルース」
- 「銀座のねずみ」
- 「禁じられた愛の言葉」

## NHK紅白歌合戦出場歴
| 年度/放送回               | 曲目               | 対戦相手   |
| ------------------------- | ------------------ | ---------- |
| 1966年（昭和41年）/第17回 | 雨の夜あなたは帰る | 田代美代子 |